# Reimar Banis
Reimar Banis (* 1951 in West-Berlin) ist ein deutscher Arzt, der als Alternativmediziner tätig ist und mehrere esoterische Bücher verfasst hat.

## Leben
Banis wuchs in einem Dortmunder Villenvorort auf. Er besuchte nach Abitur und Zivildienst bis 1976 zwei Jahre lang die ganztägige Heilpraktikerschule der Deutschen Heilpraktikerschaft (DH) in Bochum.
Er war unter anderem in den Literaturzeitschriften die horen und Gasoline mit Lyrik und Prosa schriftstellerisch tätig. Er gab die Literaturzeitschrift Big Table heraus und verfasste unter anderem mit Rolf Brück, Jürgen Ploog und Jörg Fauser gemeinsame Prosaarbeiten.
Er absolvierte ein Studium der Humanmedizin an der Ruprecht-Karls-Universität Heidelberg und promovierte bei Maria Blohmke (Sozialmedizin) über Thermoregulationsdiagnostik und Herderkrankungen mit magna cum laude. 1984 erwarb er ein amerikanisches Staatsexamen (ECFMG). Seit 1985 ist Banis niedergelassener Arzt für Allgemeinmedizin mit Ausbildungsermächtigung in Naturheilverfahren.
Er arbeitet zusammen mit Helmut W. Schimmel (Baden-Baden), Erfinder des Vegatest-Verfahrens, sowie mit Günther Heim, Universität Heidelberg, an der Entwicklung des computerisierten Segment-Elektrogramms, beides alternativmedizinische Methoden, und entwickelte die Psychosomatischen Energetik (PSE), ein ebenfalls alternativmedizinisches Verfahren. Er ist Verfasser von zehn Fachbüchern und über 200 Fachartikeln.
Banis ist mit einer Schweizerin verheiratet, lebt in der Nähe von Luzern und hat drei Kinder.

## Publikationen
- Durch Energieheilung zu neuem Leben. Via Nova, Petersberg 2002; 4. Auflage 2012, ISBN 978-3-936486-15-5.
- Heilung durch Energiemedizin. Verborgene Konflikte erkennen und heilen. Via Nova, Petersberg 2012, ISBN 978-3-86616-215-0.
- Lehrbuch Psychosomatische Energetik. Haug, Stuttgart 2014, ISBN 978-3-8304-7864-5.
- Neue Lebenskraft durch Energiemedizin. Befreiung von Blockaden und unbewussten Konflikten. Via Nova, Petersberg 2015, ISBN 978-3-86616-345-4.
- Heilung durch Psychosomatische Energetik -PSE-: Fragen an den Begründer des effektiven Naturheilverfahrens, Co-Autor Claus Georg Tornai. Via Nova, Petersberg, 2017, ISBN 978-3-86616-431-4